# NGC 6584
NGC 6584 is een bolvormige sterrenhoop in het sterrenbeeld Telescoop. Het hemelobject werd op 5 juni 1826 ontdekt door de Schotse astronoom James Dunlop.

## Synoniemen
- GCl 92
- ESO 229-SC14